# Okręg wyborczy Hasluck
Okręg wyborczy Hasluck (ang. Division of Hasluck) – jednomandatowy okręg wyborczy do Izby Reprezentantów Australii, zlokalizowany na wschodnich krańcach Perth. Pierwsze wybory odbyły się w nim w 2001 roku. Jego patronami są były gubernator generalny Australii Paul Hasluck oraz jego żona, pisarka Alexandra Hasluck. 

## Lista posłów
| okres urzędowania | poseł           | przynależność              |
| ----------------- | --------------- | -------------------------- |
| 2001-2004         | Sharryn Jackson | Australijska Partia Pracy  |
| 2004-2007         | Stuart Henry    | Liberalna Partia Australii |
| 2007-2010         | Sharryn Jackson | Australijska Partia Pracy  |
| od 2010           | Ken Wyatt       | Liberalna Partia Australii |

źródło: 

## Dawne granice

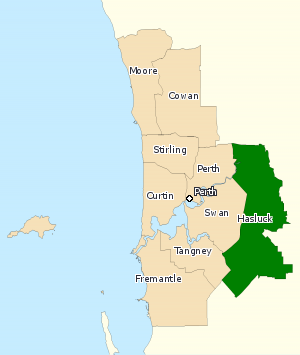
Okręg w granicach z 2010 roku